# Сао Висенти (Сао Пауло)
 Тази статия е за града в Бразилия.  За носа в Португалия вижте Сао Висенти (нос).  
Са̀о Висѐнти (на португалски: São Vicente) е град в Южна Бразилия, щат Сао Пауло. Разположен е на брега на Атлантическия океан. Основан е през 1532 и става първото португалско селище в Америка, като първоначално е и столица на Капитанство Сау Висенти, бъдещият щат Сао Пауло. Населението на града е около 330 800 души (2009).

## Личности
В Сао Висенти е роден футболистът Робиньо (р. 1984).